# Liste der geschützten Landschaftsbestandteile im Landkreis Hof
Im Landkreis Hof gab es im März 2024 insgesamt 56 ausgewiesene geschützte Landschaftsbestandteile.

## Geschützte Landschaftsbestandteile
| Bach und Ufergehölz nördlich Carlsgrün                           | BW | LB-00777 | Bad Steben                     | ⊙ | 1,44 |  |
| Extensiv- und Feuchtwiesen bei Oberleupoldsberg                  | BW | LB-00636 | Schwarzenbach a.Wald           | ⊙ | 1,28 |  |
| Feldgehölze nördlich Horlachen                                   | BW | LB-00704 | Stammbach Zwei Teilflächen:    | ⊙ | 1,72 |  |
| Feldgehölze nordöstlich Nentschau                                | BW | LB-00681 | Regnitzlosau Zwei Teilflächen: | ⊙ | 1,08 |  |
| Feldgehölze südwestlich Schleeknock                              | BW | LB-00820 | Bad Steben Vier Teilflächen:   | ⊙ | 1,41 |  |
| Feldgehölze südwestlich Vierschau                                | BW | LB-00722 | Regnitzlosau                   | ⊙ | 1,78 |  |
| Felswand am Bahnhof Naila                                        |    | LB-00805 | Naila                          | ⊙ | 0,31 |  |
| Feucht- und Trockenbereich bei Förtschenbach                     | BW | LB-00668 | Regnitzlosau                   | ⊙ | 5,49 |  |
| Feucht- und Trockenbereich südlich Haideck                       | BW | LB-00734 | Oberkotzau                     | ⊙ | 5,45 |  |
| Feucht- und Trockenbereich südöstlich von Schwarzenbach a. d. S. | BW | LB-00701 | Schwarzenbach a.d.Saale        | ⊙ | 0,89 |  |
| Feuchtbereich nordöstlich Unterhartmannsreuth                    | BW | LB-00871 | Feilitzsch                     | ⊙ | 0,54 |  |
| Feuchtbereich nordwestlich Döhlau                                | BW | LB-00727 | Döhlau                         | ⊙ | 3,41 |  |
| Feuchtfläche im Sauborst                                         | BW | LB-00736 | Rehau                          | ⊙ | 12,2 |  |
| Feuchtfläche nördlich Oberkotzau                                 | BW | LB-00791 | Oberkotzau                     | ⊙ | 10,8 |  |
| Feuchtfläche nördlich Sigmundsgrün                               | BW | LB-00747 | Rehau                          | ⊙ | 4,01 |  |
| Feuchtfläche nordöstlich Meierhof                                | BW | LB-00803 | Schwarzenbach a.Wald           | ⊙ | 0,99 |  |
| Feuchtfläche nordöstlich Mordlau                                 | BW | LB-00782 | Bad Steben                     | ⊙ | 1,68 |  |
| Feuchtfläche nordöstlich Posterlitz                              | BW | LB-00726 | Schwarzenbach a.d.Saale        | ⊙ | 3,16 |  |
| Feuchtfläche nordöstlich Wüstenbrunn                             | BW | LB-00773 | Rehau                          | ⊙ | 1,37 |  |
| Feuchtfläche östlich Kienberg                                    | BW | LB-00739 | Trogen                         | ⊙ | 4,31 |  |
| Feuchtfläche südöstlich Fattigau                                 | BW | LB-00783 | Oberkotzau                     | ⊙ | 0,91 |  |
| Feuchtfläche südöstlich Horwagen                                 | BW | LB-00790 | Bad Steben                     | ⊙ | 2,38 |  |
| Feuchtfläche westlich Bartelsmühle                               | BW | LB-00650 | Berg                           | ⊙ | 1,68 |  |
| Feuchtgebiet nordöstlich von Weißlenreuth                        | BW | LB-00669 | Konradsreuth                   | ⊙ | 3,44 |  |
| Feuchtgebiet östlich Draisendorf                                 | BW | LB-00742 | Regnitzlosau                   | ⊙ | 4,47 |  |
| Feuchtgebiet südöstlich Regnitzlosau                             | BW | LB-00712 | Regnitzlosau                   | ⊙ | 3,49 |  |
| Feuchtgebiet südöstlich von Tannenlohe                           | BW | LB-00683 | Schwarzenbach a.d.Saale        | ⊙ | 2,84 |  |
| Feuchtwiese östlich Kautendorf                                   | BW | LB-00829 | Döhlau Zwei Teilflächen:       | ⊙ | 5,46 |  |
| Halbtrockenrasen bei Hirschberglein                              | BW | LB-00678 | Geroldsgrün                    | ⊙ | 1,67 |  |
| Hangquellmoor südwestlich Vierschau                              | BW | LB-00694 | Regnitzlosau                   | ⊙ | 0,84 |  |
| Hohlweg südlich Neudorf                                          | BW | LB-00699 | Schauenstein                   | ⊙ | 0,52 |  |
| Hohlweg südöstlich Förmitz                                       | BW | LB-00730 | Schwarzenbach a.d.Saale        | ⊙ | 1,17 |  |
| Laubmischwald südöstlich Volkmannsgrün                           | BW | LB-00684 | Schauenstein                   | ⊙ | 1,82 |  |
| Lehmgrubengelände nordöstlich Döberlitz                          | BW | LB-00786 | Gattendorf                     | ⊙ | 2,13 |  |
| Magerrasen und Gehölze nördlich Kirchgattendorf                  | BW | LB-00702 | Gattendorf                     | ⊙ | 1,12 |  |
| Marmorbruchgelände südöstlich Horwagen                           |    | LB-00824 | Bad Steben                     | ⊙ | 6,34 |  |
| Mesophiler Laubwald östlich Schollenreuth                        | BW | LB-00756 | Feilitzsch                     | ⊙ | 2,43 |  |
| Mischwaldbestand südwestlich Schwarzenbach an der Saale          | BW | LB-00682 | Schwarzenbach a.d.Saale        | ⊙ | 1,67 |  |
| Naturnaher Wald bei Königshof                                    | BW | LB-00876 | Töpen Zwei Teilflächen:        | ⊙ | 2,08 |  |
| Niedermoor im Distrikt Rehauer Tännig                            | BW | LB-00728 | Regnitzlosau                   | ⊙ | 7,47 |  |
| Niedermoor nordwestlich Froschbach                               | BW | LB-00917 | Naila                          | ⊙ | 1,45 |  |
| Quellmoor südöstlich Markersreuth                                | BW | LB-00763 | Münchberg                      | ⊙ | 0,84 |  |
| Schieferbrüche und Halden westlich Eisenbühl                     | BW | LB-00797 | Berg Vier Teilflächen:         | ⊙ | 12,6 |  |
| Schiefersteinbruch südöstlich Sachsenvorwerk                     | BW | LB-00813 | Berg Zwei Teilflächen:         | ⊙ | 12,5 |  |
| Serpentinitstandort nördlich Wurlitz                             | BW | LB-00817 | Rehau                          | ⊙ | 3,08 |  |
| Steinbruchgelände nördlich Schertlas                             | BW | LB-00836 | Selbitz                        | ⊙ | 0,43 |  |
| Steinbruchgelände östlich Selbitz                                | BW | LB-00959 | Selbitz                        | ⊙ | 35,5 |  |
| Steinbruchgelände südlich Feilitzsch                             | BW | LB-00787 | Feilitzsch                     | ⊙ | 9,22 |  |
| Steinbruchgelände westlich Thron                                 | BW | LB-00806 | Schwarzenbach a.Wald           | ⊙ | 1,71 |  |
| Steinbruchgelände westlich Zell                                  |    | LB-00837 | Zell im Fichtelgebirge         | ⊙ | 4,22 |  |
| Teilbereich des Kropfbaches, südlich Kropfmühle                  | BW | LB-00710 | Stammbach                      | ⊙ | 0,45 |  |
| Trockenbiotopkomplex östlich Langenbach                          | BW | LB-00655 | Geroldsgrün, Bad Steben        | ⊙ | 11,0 |  |
| Übergangsmoor bei Wachholderbusch                                | BW | LB-00735 | Selbitz                        | ⊙ | 3,08 |  |
| Übergangsmoor im Roglersreuth                                    | BW | LB-00725 | Rehau                          | ⊙ | 1,79 |  |
| Übergangsmoor südwestlich Ludwigsbrunn                           | BW | LB-00700 | Rehau                          | ⊙ | 2,13 |  |
| Übergangsmoor westlich Rosenbühl                                 | BW | LB-00724 | Rehau                          | ⊙ | 3,23 |  |
| Legende für Geschützter Landschaftsbestandteil                   |    |          |                                |   |      |  |